# Vibhuti
Vibhuti (Sanskrit, m., विभूति, vibhūti) ist im Hinduismus besonders segensreiche (heilige) Asche, die aus dem Opferfeuer stammt und besonders in Verbindung mit dem hinduistischen Gott Shiva gebracht wird.
Die Asche hat verschiedene symbolische Bedeutungen, und ihr werden übernatürliche Kräfte zugesprochen. Als glücksverheißendes Element tragen sie vor allem die Anhänger Shivas als Tika auf die Stirn oder andere Körperteile auf oder nutzen sie für die Heilung von körperlichen und geistigen Krankheiten. 
Die brahmanischen Saṃnyāsopaniṣaden erwähnen Paramahaṃsa und Turīyātīta Entsagende, die sich mit Asche bedecken und in Asche baden. Diese Tradition wird auch heute noch von Śaiva-Asketen wie den nāgas (sogenannten sādhus) und den avadhūtas (der höchsten Klasse der Entsagenden, die alle weltlichen Bindungen aufgegeben haben) gepflegt, die ihren nackten Körper weiterhin mit Asche salben. Von besonderer Bedeutung im Śaiva-Kontext sind die vermutlich späten Bhasmajābālopaniṣaden und die Bṛhajjābālopaniṣaden, die sich mit dem Prozess der Zubereitung heiliger Asche befassen und deren außergewöhnliche Wirkung preisen. Diese Texte beschreiben detailliert die Prozedur des Zeichnens der Tripuṇḍra-Linien, die sich von der Stirn bis zu den Füßen erstrecken, während die entsprechenden Mantras rezitiert werden.
Marco Polo war der erste Europäer, der Vibhuti erwähnt: Während seiner Reise um 1300 durch Südindien schrieb er: „Die Inder verbrennen Kuhmist zu einer Salbe, mit der sie sich einreiben. Diese Salbe wird dort so verehrt wie bei den Christen das Weihwasser.“
Heute ist besonders Sathya Sai Baba für seine angeblichen Materialisationen von Vibhuti bekannt.